# أكني (مرآيت تميغاط)
أكني هو دُوَّار يقع بجماعة تيندين، إقليم تارودانت، جهة سوس ماسة في المملكة المغربية. ينتمي الدوّار لمشيخة مرآيت تميغاط التي تضم 46 دوار. يقدر عدد سكانه بـ 139 نسمة حسب الإحصاء الرسمي للسكان والسكنى لسنة 2004.

## روابط خارجية
- البوابة الوطنية للجماعات الترابية
- المندوبية السامية للتخطيط